# Gary Alan Fine
Gary Alan Fine (* 11. Mai 1950 in New York City) ist ein US-amerikanischer Sozialpsychologe und Soziologe, der als Professor für Soziologie an der Northwestern University in Evanston (Illinois) lehrt.
Fine studierte erst an der University of Pennsylvania und dann an der Harvard University, wo er 1976 zum Ph.D. in Sozialpsychologie promoviert wurde. Von 1985 bis 1990 war er Soziologieprofessor an der University of Minnesota, von 1990 bis 1997 an der University of Georgia und seither an der Northwestern University. 2018 wurde Fine in die American Academy of Arts and Sciences gewählt.
Er forscht und publiziert über die Kultur kleiner Gruppen, interpretiert zeitgenössische politische und wirtschaftliche Gerüchte und Legenden, analysiert professionelle Sozialisation und forscht zur Erinnerungskultur.

## Schriften (Auswahl)
- Tiny publics. A theory of group action and culture. Russell Sage Foundation, New York 2012. ISBN 978-1-61044-774-4.
- Sticky reputations. The politics of collective memory in midcentury America. Routledge, New York 2012, ISBN 978-0-41589-498-2.
- Global grapevine. Why rumors of terrorism, immigration, and trade matter. Oxford University Press, Oxford/New York 2010, ISBN 978-0-19973-631-7 (mit Bill Ellis).
- Authors of the storm. Meteorologists and the culture of prediction. University of Chicago Press, Chicago 2007, ISBN 978-0-22624-952-0.
- Everyday genius. Self-taught art and the culture of authenticity. University of Chicago Press, Chicago 2004, ISBN 0-22624-950-6.
- Gifted tongues. High school debate and adolescent culture. Princeton University Press, Princeton 2001, ISBN 0-69107-449-6.
- Difficult reputations. Collective memories of the evil, inept, and controversial. University of Chicago Press, Chicago 2001. ISBN 0-22624-940-9.
- Kitchens. The culture of restaurant work. University of California Press, Berkeley 1996, ISBN 0-52020-077-2.
- A second Chicago school? The development of a postwar American sociology. University of Chicago Press, Chicago 1995, ISBN 0-22624-938-7.
- With the boys. Little League baseball and preadolescent culture. University of Chicago Press, Chicago 1987, ISBN 0-22624-937-9.
- Talking sociology. Allyn and Bacon, Boston 1985, ISBN 0-20508-358-7 (weitere Auflagen 1990, 1993, 1997, 2003).
- Shared fantasy. Role-playing games as social worlds. University of Chicago Press, Chicago 1983, ISBN 0-22624-943-3.